# Молодіжний чемпіонат світу з футболу 2001
Молодіжний чемпіонат світу з футболу 2001 року (англ. 2001 FIFA World Youth Championship) — 13-ий розіграш молодіжного чемпіонату світу, що проходив з 17 червня по 8 липня 2001 року в Аргентині. Перемогу здобула господарка змагань збірна Аргентини, яка перемога у фіналі Гану з рахунком 3:0 і таким чином здобула четвертий трофей у своїй історії, а найкращим гравцем та найкращим бомбардиром турніру з 11 голами став також аргентинець Хав'єр Савіола.
Турнір проходив на шести стадіонах у шести аргентинських містах — Буенос-Айрес, Кордова, Мендоса, Росаріо, Сальта і Мар-дель-Плата.

## Стадіони
| Буенос-Айрес             | Буенос-Айрес Кордова Мендоса Сальта Мар-дель-Плата Росаріо | Кордова                |
| ------------------------ | ---------------------------------------------------------- | ---------------------- |
| Хосе Амальфітані         | Буенос-Айрес Кордова Мендоса Сальта Мар-дель-Плата Росаріо | Олімпіко Шато Каррерас |
| Місткість: 49,540        | Буенос-Айрес Кордова Мендоса Сальта Мар-дель-Плата Росаріо | Місткість: 57,000      |
|                          | Буенос-Айрес Кордова Мендоса Сальта Мар-дель-Плата Росаріо |                        |
| Мендоса                  | Буенос-Айрес Кордова Мендоса Сальта Мар-дель-Плата Росаріо | Росаріо                |
| Мальвінас Архентінас     | Буенос-Айрес Кордова Мендоса Сальта Мар-дель-Плата Росаріо | Ньюеллс Олд Бойз       |
| Місткість: 40,268        | Буенос-Айрес Кордова Мендоса Сальта Мар-дель-Плата Росаріо | Місткість: 42,000      |
|                          | Буенос-Айрес Кордова Мендоса Сальта Мар-дель-Плата Росаріо |                        |
| Сальта                   | Буенос-Айрес Кордова Мендоса Сальта Мар-дель-Плата Росаріо | Мар-дель-Плата         |
| Падре Ернесто Мартеарена | Буенос-Айрес Кордова Мендоса Сальта Мар-дель-Плата Росаріо | Хосе Марія Мінелья     |
| Місткість: 20,408        | Буенос-Айрес Кордова Мендоса Сальта Мар-дель-Плата Росаріо | Місткість: 35,354      |
|                          | Буенос-Айрес Кордова Мендоса Сальта Мар-дель-Плата Росаріо |                        |

## Кваліфікація

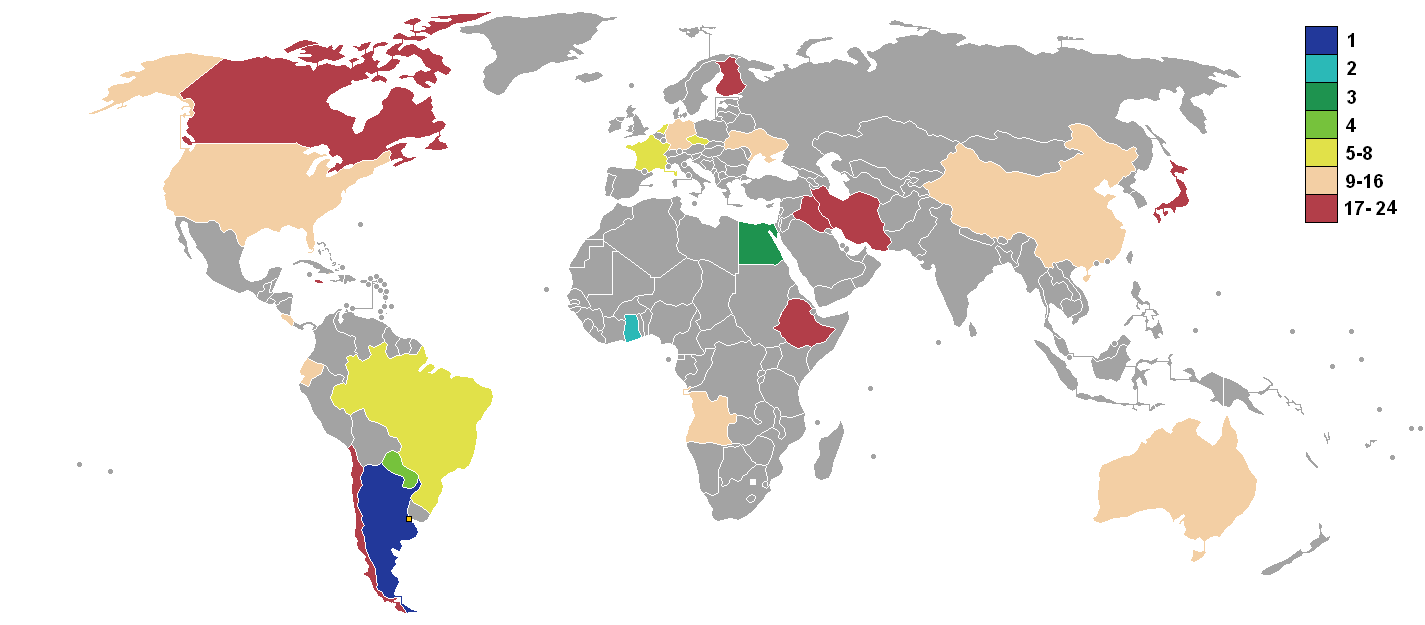
Країни-учасниці молодіжного чемпіонату світу та їх місця на турнірі

Аргентина автоматично отримали місце у фінальному турнірі на правах господаря. Решта 23 учасники визначилися за підсумками 6-ти молодіжних турнірів, що проводились кожною Конфедерацією, яка входить до ФІФА.
| Конфедерація | Турнір                                      | Збірні                                                  |
| ------------ | ------------------------------------------- | ------------------------------------------------------- |
| АФК          | Молодіжний чемпіонат Азії 2000              | КНР Іран Ірак Японія                                    |
| КАФ          | Молодіжний чемпіонат Азії 2001              | Ангола1 Єгипет Ефіопія1 Гана                            |
| КОНКАКАФ     | Відбірковий турнір КОНКАКАФ 2001            | Канада Коста-Рика Ямайка1 США                           |
| КОНМЕБОЛ     | Господар                                    | Аргентина                                               |
| КОНМЕБОЛ     | Молодіжний чемпіонат Південної Америки 2001 | Бразилія Чилі Еквадор1 Парагвай                         |
| ОФК          | Молодіжний чемпіонат ОФК 2001               | Австралія                                               |
| УЄФА         | Юнацький чемпіонат Європи (U-18) 2000       | Чехія2 Фінляндія1 Франція Німеччина Нідерланди Україна1 |

1.↑  Дебютант молодіжних чемпіонатів світу.
2.↑  Дебютант молодіжних чемпіонатів світу як незалежна країна, але у 1983 і 1989 роках участь брала збірна Чехословаччини.

## Склади
Команди мали подати заявку з 18 гравців (двоє з яких — воротарі).

## Груповий етап
Переможці груп і команди, що зайняли другі місця, так само як і чотири найкращі команди, що зайняли треті місця, проходять в 1/8 фіналу.
| Умовні колірні позначення | Умовні колірні позначення          |
| ------------------------- | ---------------------------------- |
|                           | Команди, що проходять в 1/8 фіналу |

### Група A
| Збірна    | О | І | В | Н | П | ГЗ | ГП | РГ  | Кваліфікація    |
| --------- | - | - | - | - | - | -- | -- | --- | --------------- |
| Аргентина | 9 | 3 | 3 | 0 | 0 | 14 | 2  | +12 | Вихід в плей-оф |
| Єгипет    | 4 | 3 | 1 | 1 | 1 | 3  | 8  | −5  | Вихід в плей-оф |
| Фінляндія | 3 | 3 | 1 | 0 | 2 | 2  | 4  | −2  |                 |
| Ямайка    | 1 | 3 | 0 | 1 | 2 | 1  | 6  | −5  |                 |

| 17 червня 2001 14:00 |

| Аргентина                     | 2–0      | Фінляндія |
| ----------------------------- | -------- | --------- |
| Родрігес 38' Д'Алессандро 67' | Протокол |           |

| Хосе Амальфітані, Буенос-Айрес Глядачів: 24,000 Арбітр: Сунь Баоцзе (Китай) |

| 17 червня 2001 16:45 |

| Єгипет | 0–0      | Ямайка |
| ------ | -------- | ------ |
|        | Протокол |        |

| Хосе Амальфітані, Буенос-Айрес Глядачів: 2,000 Арбітр: Гуїдо Арос (Чилі) |

| 20 червня 2001 14:00 |

| Ямайка | 0–1      | Фінляндія    |
| ------ | -------- | ------------ |
|        | Протокол | Вяюрюнен 87' |

| Хосе Амальфітані, Буенос-Айрес Глядачів: 4,000 Арбітр: Шамсул Майдін (Сінгапур) |

| 20 червня 2001 16:45 |

| Єгипет       | 1–7      | Аргентина                                                                           |
| ------------ | -------- | ----------------------------------------------------------------------------------- |
| Ель-Ямані 5' | Протокол | Савіола 7', 15', 44' (пен.) Колоччіні 20' Романьйолі 55' Родрігес 64' Амін 67' (аг) |

| Хосе Амальфітані, Буенос-Айрес Глядачів: 25,000 Арбітр: Ален Хамер (Люксембург) |

| 23 червня 2001 14:00 |

| Аргентина                                           | 5–1      | Ямайка      |
| --------------------------------------------------- | -------- | ----------- |
| Колоччіні 3' Савіола 7', 86' (пен.) Еррера 14', 38' | Протокол | Доукінс 78' |

| Хосе Амальфітані, Буенос-Айрес Глядачів: 27,000 Арбітр: Насер Аль-Хамдан (Саудівська Аравія) |

| 23 червня 2001 16:45 |

| Фінляндія   | 1–2      | Єгипет             |
| ----------- | -------- | ------------------ |
| Сйолунд 74' | Протокол | Хамза 10' Ріад 62' |

| Хосе Амальфітані, Буенос-Айрес Глядачів: 3,000 Арбітр: Вілсон де Соуза (Бразилія) |

### Група B
| Збірна    | О | І | В | Н | П | ГЗ | ГП | РГ | Кваліфікація    |
| --------- | - | - | - | - | - | -- | -- | -- | --------------- |
| Бразилія  | 9 | 3 | 3 | 0 | 0 | 10 | 1  | +9 | Вихід в плей-оф |
| Німеччина | 6 | 3 | 2 | 0 | 1 | 7  | 3  | +4 | Вихід в плей-оф |
| Ірак      | 3 | 3 | 1 | 0 | 2 | 5  | 9  | −4 |                 |
| Канада    | 0 | 3 | 0 | 0 | 3 | 0  | 9  | −9 |                 |

| 17 червня 2001 14:00 |

| Бразилія       | 2–0      | Німеччина |
| -------------- | -------- | --------- |
| Роберт 9', 11' | Протокол |           |

| Олімпіко Шато Каррерас, Кордова Глядачів: 5,100 Арбітр: Кевін Стотт (США) |

| 17 червня 2001 16:45 |

| Ірак                               | 3–0      | Канада |
| ---------------------------------- | -------- | ------ |
| Мохаммед 21' Сіаманд 33' Хануш 43' | Протокол |        |

| Олімпіко Шато Каррерас, Кордова Глядачів: 5,100 Арбітр: Коффі Коджія (Бенін) |

| 20 червня 2001 14:00 |

| Канада | 0–4      | Німеччина                     |
| ------ | -------- | ----------------------------- |
|        | Протокол | Ауер 18', 67', 70' Пройсс 83' |

| Олімпіко Шато Каррерас, Кордова Глядачів: 1,000 Арбітр: Хайлемелак Тессема (Ефіопія) |

| 20 червня 2001 16:45 |

| Ірак         | 1–6      | Бразилія                                                      |
| ------------ | -------- | ------------------------------------------------------------- |
| Мохаммед 82' | Протокол | Фернандо 8' (пен.) Пінга 13' Роберт 27', 72' Адріано 29', 45' |

| Олімпіко Шато Каррерас, Кордова Глядачів: 1,000 Арбітр: Сорін Корподян (Румунія) |

| 23 червня 2001 14:00 |

| Бразилія               | 2–0      | Канада |
| ---------------------- | -------- | ------ |
| Адріано 21' Роберт 65' | Протокол |        |

| Олімпіко Шато Каррерас, Кордова Глядачів: 1,500 Арбітр: Жагдіш Бхімулл (Тринідад і Тобаго)) |

| 23 червня 2001 16:45 |

| Німеччина                           | 3–1      | Ірак                |
| ----------------------------------- | -------- | ------------------- |
| Пройсс 40' Мунаїм 60' (аг) Ауер 65' | Протокол | Лапачінскі 37' (аг) |

| Олімпіко Шато Каррерас, Кордова Глядачів: 2,000 Арбітр: Хішем Гуйрат (Туніс) |

### Група C
| Збірна  | О | І | В | Н | П | ГЗ | ГП | РГ | Кваліфікація    |
| ------- | - | - | - | - | - | -- | -- | -- | --------------- |
| Україна | 5 | 3 | 1 | 2 | 0 | 5  | 3  | +2 | Вихід в плей-оф |
| США     | 4 | 3 | 1 | 1 | 1 | 5  | 3  | +2 | Вихід в плей-оф |
| КНР     | 4 | 3 | 1 | 1 | 1 | 1  | 1  | 0  | Вихід в плей-оф |
| Чилі    | 3 | 3 | 1 | 0 | 2 | 4  | 8  | −4 |                 |

| 17 червня 2001 14:00 |

| США | 0–1      | КНР        |
| --- | -------- | ---------- |
|     | Протокол | Цюй Бо 50' |

| Мальвінас Архентінас, Мендоса Глядачів: 7,500 Арбітр: Хішем Гуйрат (Туніс) |

| 17 червня 2001 16:45 |

| Чилі                   | 2–4      | Україна                                   |
| ---------------------- | -------- | ----------------------------------------- |
| Мільяр 38' Пардо 90+2' | Протокол | Бєлік 14', 50' Оярсун 36' (аг) Валєєв 78' |

| Мальвінас Архентінас, Мендоса Глядачів: 7,500 Арбітр: Насер Аль-Хамдан (Саудівська Аравія) |

| 20 червня 2001 14:00 |

| Україна | 0–0      | КНР |
| ------- | -------- | --- |
|         | Протокол |     |

| Мальвінас Архентінас, Мендоса Глядачів: 3,500 Арбітр: Жагдіш Бхімулл (Тринідад і Тобаго)) |

| 20 червня 2001 16:45 |

| Чилі        | 1–4      | США                               |
| ----------- | -------- | --------------------------------- |
| Вальдес 28' | Протокол | Бізлі 6', 40' Девіс 69' Баддл 75' |

| Мальвінас Архентінас, Мендоса Глядачів: 5,500 Арбітр: Клаудіо Мартін (Аргентина) |

| 23 червня 2001 14:00 |

| США       | 1–1      | Україна   |
| --------- | -------- | --------- |
| Арена 39' | Протокол | Стоян 89' |

| Мальвінас Архентінас, Мендоса Глядачів: 7,000 Арбітр: Карлос Амарілья (Парагвай) |

| 23 червня 2001 16:45 |

| КНР | 0–1      | Чилі        |
| --- | -------- | ----------- |
|     | Протокол | Берріос 87' |

| Мальвінас Архентінас, Мендоса Глядачів: 8,000 Арбітр: Коффі Коджія (Бенін) |

### Група D
| Збірна    | О | І | В | Н | П | ГЗ | ГП | РГ | Кваліфікація    |
| --------- | - | - | - | - | - | -- | -- | -- | --------------- |
| Ангола    | 5 | 3 | 1 | 2 | 0 | 3  | 2  | +1 | Вихід в плей-оф |
| Чехія     | 4 | 3 | 1 | 1 | 1 | 3  | 3  | 0  | Вихід в плей-оф |
| Австралія | 4 | 3 | 1 | 1 | 1 | 3  | 4  | −1 | Вихід в плей-оф |
| Японія    | 3 | 3 | 1 | 0 | 2 | 4  | 4  | 0  |                 |

| 18 червня 2001 14:00 |

| Ангола | 0–0      | Чехія |
| ------ | -------- | ----- |
|        | Протокол |       |

| Ньюеллс Олд Бойз, Росаріо Глядачів: 1,500 Арбітр: Хосе Пінеда (Гондурас) |

| 18 червня 2001 16:45 |

| Японія | 0–2      | Австралія                 |
| ------ | -------- | ------------------------- |
|        | Протокол | Ханеда 59' (аг) Оуенс 69' |

| Ньюеллс Олд Бойз, Росаріо Глядачів: 5,000 Арбітр: Орхан Ердемір (Туреччина) |

| 21 червня 2001 14:00 |

| Австралія | 0–3      | Чехія                      |
| --------- | -------- | -------------------------- |
|           | Протокол | Мусіл 27' Юн 30' Мацек 47' |

| Ньюеллс Олд Бойз, Росаріо Глядачів: 1,200 Арбітр: Карлос Амарілья (Парагвай) |

| 21 червня 2001 16:45 |

| Японія    | 1–2      | Ангола                |
| --------- | -------- | --------------------- |
| Ямасе 61' | Протокол | Мендонса 9' Раска 81' |

| Ньюеллс Олд Бойз, Росаріо Глядачів: 2,000 Арбітр: Мануель Мехуто Гонсалес (Іспанія) |

| 24 червня 2001 14:00 |

| Ангола        | 1–1      | Австралія        |
| ------------- | -------- | ---------------- |
| Манторраш 12' | Протокол | Оуенс 82' (пен.) |

| Ньюеллс Олд Бойз, Росаріо Глядачів: 3,500 Арбітр: Ален Хамер (Люксембург) |

| 24 червня 2001 16:45 |

| Чехія | 0–3      | Японія                            |
| ----- | -------- | --------------------------------- |
|       | Протокол | Морісакі 74' Ямасе 80' Тахара 87' |

| Ньюеллс Олд Бойз, Росаріо Глядачів: 8,500 Арбітр: Кевін Стотт (США) |

### Група E
| Збірна     | О | І | В | Н | П | ГЗ | ГП | РГ | Кваліфікація    |
| ---------- | - | - | - | - | - | -- | -- | -- | --------------- |
| Коста-Рика | 9 | 3 | 3 | 0 | 0 | 7  | 2  | +5 | Вихід в плей-оф |
| Еквадор    | 4 | 3 | 1 | 1 | 1 | 3  | 3  | 0  | Вихід в плей-оф |
| Нідерланди | 4 | 3 | 1 | 1 | 1 | 5  | 6  | −1 | Вихід в плей-оф |
| Ефіопія    | 0 | 3 | 0 | 0 | 3 | 4  | 8  | −4 |                 |

| 18 червня 2001 14:00 |

| Еквадор              | 2–1      | Ефіопія       |
| -------------------- | -------- | ------------- |
| Мінья 25' Гвагуа 63' | Протокол | Андаргачев 4' |

| Падре Ернесто Мартеарена, Сальта Глядачів: 14,000 Арбітр: Марк Шилд (Австралія) |

| 18 червня 2001 16:45 |

| Нідерланди | 1–3      | Коста-Рика                 |
| ---------- | -------- | -------------------------- |
| Герсі 63'  | Протокол | Монтеро 38' Паркс 48', 54' |

| Падре Ернесто Мартеарена, Сальта Глядачів: 14,000 Арбітр: Абдуллхакім Шельмані (Лівія) |

| 21 червня 2001 14:00 |

| Коста-Рика              | 3–1      | Ефіопія        |
| ----------------------- | -------- | -------------- |
| Паркс 8', 49' Скотт 61' | Протокол | Йорданос 90+2' |

| Падре Ернесто Мартеарена, Сальта Глядачів: 10,000 Арбітр: Майк Маккаррі (Шотландія) |

| 21 червня 2001 16:45 |

| Еквадор    | 1–1      | Нідерланди |
| ---------- | -------- | ---------- |
| Варгас 85' | Протокол | Колін 21'  |

| Падре Ернесто Мартеарена, Сальта Глядачів: 10,000 Арбітр: Тору Камікава (Японія) |

| 24 червня 2001 14:00 |

| Еквадор | 0–1      | Коста-Рика   |
| ------- | -------- | ------------ |
|         | Протокол | Ернандес 85' |

| Падре Ернесто Мартеарена, Сальта Глядачів: 15,000 Арбітр: Тер'є Хауге (Норвегія) |

| 24 червня 2001 16:45 |

| Ефіопія                           | 2–3      | Нідерланди                      |
| --------------------------------- | -------- | ------------------------------- |
| Зевду 52' (пен.) Андаргачев 90+2' | Протокол | Колк 22' Герсі 41' Гунтелар 78' |

| Падре Ернесто Мартеарена, Сальта Глядачів: 17,000 Арбітр: Абдуллхакім Шельмані (Лівія) |

### Група F
| Збірна   | О | І | В | Н | П | ГЗ | ГП | РГ | Кваліфікація    |
| -------- | - | - | - | - | - | -- | -- | -- | --------------- |
| Гана     | 7 | 3 | 2 | 1 | 0 | 3  | 1  | +2 | Вихід в плей-оф |
| Франція  | 5 | 3 | 1 | 2 | 0 | 7  | 2  | +5 | Вихід в плей-оф |
| Парагвай | 4 | 3 | 1 | 1 | 1 | 5  | 4  | +1 | Вихід в плей-оф |
| Іран     | 0 | 3 | 0 | 0 | 3 | 0  | 8  | −8 |                 |

| 18 червня 2001 14:00 |

| Гана                  | 2–1      | Парагвай   |
| --------------------- | -------- | ---------- |
| Есьєн 58' Боатенг 63' | Протокол | Гусман 69' |

| Хосе Марія Мінелья, Мар-дель-Плата Глядачів: 2,000 Арбітр: Тер'є Хауге (Норвегія) |

| 18 червня 2001 16:45 |

| Франція                                  | 5–0      | Іран |
| ---------------------------------------- | -------- | ---- |
| Бюньє 59' Мексес 62' Сіссе 66', 87', 90' | Протокол |      |

| Хосе Марія Мінелья, Мар-дель-Плата Глядачів: 4,500 Арбітр: Вілсон де Соуза (Бразилія) |

| 21 червня 2001 14:00 |

| Франція             | 2–2      | Парагвай              |
| ------------------- | -------- | --------------------- |
| Бюньє 10' Сіссе 48' | Протокол | Фретес 53' Девака 72' |

| Хосе Марія Мінелья, Мар-дель-Плата Глядачів: 4,575 Арбітр: Марк Шилд (Австралія) |

| 21 червня 2001 16:45 |

| Іран | 0–1      | Гана        |
| ---- | -------- | ----------- |
|      | Протокол | Боатенг 44' |

| Хосе Марія Мінелья, Мар-дель-Плата Глядачів: 3,950 Арбітр: Ален Хамер (Люксембург) |

| 24 червня 2001 14:00 |

| Гана | 0–0      | Франція |
| ---- | -------- | ------- |
|      | Протокол |         |

| Хосе Марія Мінелья, Мар-дель-Плата Глядачів: 13,000 Арбітр: Клаудіо Мартін (Аргентина) |

| 24 червня 2001 16:45 |

| Парагвай                 | 2–0      | Іран |
| ------------------------ | -------- | ---- |
| Гонсалес 72' Хіменес 89' | Протокол |      |

| Хосе Марія Мінелья, Мар-дель-Плата Глядачів: 6,000 Арбітр: Мануель Мехуто Гонсалес (Іспанія) |

### Рейтинг третіх місць
| Збірна     | О | І | В | Н | П | ГЗ | ГП | РГ | Кваліфікація    |
| ---------- | - | - | - | - | - | -- | -- | -- | --------------- |
| Парагвай   | 4 | 3 | 1 | 1 | 1 | 5  | 4  | +1 | Вихід в плей-оф |
| КНР        | 4 | 3 | 1 | 1 | 1 | 1  | 1  | 0  | Вихід в плей-оф |
| Нідерланди | 4 | 3 | 1 | 1 | 1 | 5  | 6  | −1 | Вихід в плей-оф |
| Австралія  | 4 | 3 | 1 | 1 | 1 | 3  | 4  | −1 | Вихід в плей-оф |
| Фінляндія  | 3 | 3 | 1 | 0 | 2 | 2  | 4  | −2 |                 |
| Ірак       | 3 | 3 | 1 | 0 | 2 | 5  | 9  | −4 |                 |

## Плей-оф
|  | 1/8 фіналу                 | 1/8 фіналу        |                        |   | Чвертьфінали | Чвертьфінали |                        |                        | Півфінали | Півфінали |  |  | Фінал | Фінал |
|  |                            |                   |                        |   |              |              |                        |                        |           |           |  |  |       |       |
|  | 27 червня – Буенос-Айрес   |                   |                        |   |              |              |                        |                        |           |           |  |  |       |       |
|  |                            |                   |                        |   |              |              |                        |                        |           |           |  |  |       |       |
|  | Аргентина                  | 2                 |                        |   |              |              |                        |                        |           |           |  |  |       |       |
|  | Аргентина                  | 2                 | 1 липня — Буенос-Айрес |   |              |              |                        |                        |           |           |  |  |       |       |
|  | КНР                        | 1                 |                        |   |              |              |                        |                        |           |           |  |  |       |       |
|  | КНР                        | 1                 | Аргентина              | 3 |              |              |                        |                        |           |           |  |  |       |       |
|  | 27 червня — Кордова        |                   | Аргентина              | 3 |              |              |                        |                        |           |           |  |  |       |       |
|  |                            | Франція           | 1                      |   |              |              |                        |                        |           |           |  |  |       |       |
|  | Франція                    | Франція           | 1                      | 3 |              |              |                        |                        |           |           |  |  |       |       |
|  | Франція                    |                   | 4 липня — Буенос-Айрес | 3 |              |              |                        |                        |           |           |  |  |       |       |
|  | Німеччина                  | 2                 |                        |   |              |              |                        |                        |           |           |  |  |       |       |
|  | Німеччина                  | 2                 | Аргентина              | 5 |              |              |                        |                        |           |           |  |  |       |       |
|  | 28 червня — Мендоса        |                   | Аргентина              | 5 |              |              |                        |                        |           |           |  |  |       |       |
|  |                            | Парагвай          | 0                      |   |              |              |                        |                        |           |           |  |  |       |       |
|  | Парагвай                   | Парагвай          | 0                      | 2 |              |              |                        |                        |           |           |  |  |       |       |
|  | Парагвай                   | 1 липня — Мендоса |                        | 2 |              |              |                        |                        |           |           |  |  |       |       |
|  | Україна                    | 1                 |                        |   |              |              |                        |                        |           |           |  |  |       |       |
|  | Україна                    | 1                 | Парагвай               | 1 |              |              |                        |                        |           |           |  |  |       |       |
|  | 28 червня — Сальта         |                   | Парагвай               | 1 |              |              |                        |                        |           |           |  |  |       |       |
|  |                            | Чехія             | 0                      |   |              |              |                        |                        |           |           |  |  |       |       |
|  | Чехія                      | Чехія             | 0                      | 2 |              |              |                        |                        |           |           |  |  |       |       |
|  | Чехія                      |                   | 8 липня — Буенос-Айрес | 2 |              |              |                        |                        |           |           |  |  |       |       |
|  | Коста-Рика                 | 1                 |                        |   |              |              |                        |                        |           |           |  |  |       |       |
|  | Коста-Рика                 | 1                 | Аргентина              | 3 |              |              |                        |                        |           |           |  |  |       |       |
|  | 28 червня — Мар-дель-Плата |                   | Аргентина              | 3 |              |              |                        |                        |           |           |  |  |       |       |
|  |                            | Гана              | 0                      |   |              |              |                        |                        |           |           |  |  |       |       |
|  | Гана                       | Гана              | 0                      | 1 |              |              |                        |                        |           |           |  |  |       |       |
|  | Гана                       | 1 липня — Кордова |                        | 1 |              |              |                        |                        |           |           |  |  |       |       |
|  | Еквадор                    | 0                 |                        |   |              |              |                        |                        |           |           |  |  |       |       |
|  | Еквадор                    | 0                 | Гана                   | 2 |              |              |                        |                        |           |           |  |  |       |       |
|  | 27 червня — Кордова        |                   | Гана                   | 2 |              |              |                        |                        |           |           |  |  |       |       |
|  |                            | Бразилія          | 1                      |   |              |              |                        |                        |           |           |  |  |       |       |
|  | Бразилія                   | Бразилія          | 1                      | 4 |              |              |                        |                        |           |           |  |  |       |       |
|  | Бразилія                   |                   | 4 липня — Кордова      | 4 |              |              |                        |                        |           |           |  |  |       |       |
|  | Австралія                  | 0                 |                        |   |              |              |                        |                        |           |           |  |  |       |       |
|  | Австралія                  | 0                 | Гана                   | 2 |              |              |                        |                        |           |           |  |  |       |       |
|  | 27 червня — Буенос-Айрес   |                   | Гана                   | 2 |              |              |                        |                        |           |           |  |  |       |       |
|  |                            | Єгипет            | 0                      |   | Фінал        | Фінал        |                        |                        |           |           |  |  |       |       |
|  | Єгипет                     | Єгипет            | 0                      | 2 | Фінал        | Фінал        |                        |                        |           |           |  |  |       |       |
|  | Єгипет                     | 1 липня — Росаріо | 1 липня — Росаріо      | 2 |              |              | 8 липня — Буенос-Айрес | 8 липня — Буенос-Айрес |           |           |  |  |       |       |
|  | США                        | 1 липня — Росаріо | 1 липня — Росаріо      | 0 |              |              | 8 липня — Буенос-Айрес | 8 липня — Буенос-Айрес |           |           |  |  |       |       |
|  | США                        | Єгипет            | 2                      | 0 | Єгипет       | 1            |                        |                        |           |           |  |  |       |       |
|  | 28 червня — Росаріо        | Єгипет            | 2                      |   | Єгипет       | 1            |                        |                        |           |           |  |  |       |       |
|  |                            | Нідерланди        | 1                      |   | Парагвай     | 0            |                        |                        |           |           |  |  |       |       |
|  | Нідерланди                 | Нідерланди        | 1                      | 2 | Парагвай     | 0            |                        |                        |           |           |  |  |       |       |
|  | Нідерланди                 |                   |                        | 2 |              |              |                        |                        |           |           |  |  |       |       |
|  | Ангола                     | 0                 |                        |   |              |              |                        |                        |           |           |  |  |       |       |
|  | Ангола                     | 0                 |                        |   |              |              |                        |                        |           |           |  |  |       |       |

### 1/8 фіналу
| 27 червня 2001 14:00 |

| США | 0–2      | Єгипет                        |
| --- | -------- | ----------------------------- |
|     | Протокол | Ріад 76' (пен.) Ель-Ямані 88' |

| Хосе Амальфітані, Буенос-Айрес Глядачів: 10,000 Арбітр: Сорін Корподян (Румунія) |

| 27 червня 2001 17:00 |

| Аргентина                | 2–1      | КНР        |
| ------------------------ | -------- | ---------- |
| Родрігес 4' Домінгес 79' | Протокол | Цюй Бо 55' |

| Хосе Амальфітані, Буенос-Айрес Глядачів: 32,000 Арбітр: Майк Маккаррі (Шотландія) |

| 27 червня 2001 14:00 |

| Франція                           | 3–2      | Німеччина              |
| --------------------------------- | -------- | ---------------------- |
| Сіссе 34' (пен.), 90+3' Менді 41' | Протокол | Ауер 19' Буркгардт 78' |

| Олімпіко Шато Каррерас, Кордова Глядачів: 3,500 Арбітр: Гуїдо Арос (Чилі) |

| 27 червня 2001 17:00 |

| Бразилія                                    | 4–0      | Австралія |
| ------------------------------------------- | -------- | --------- |
| Адріано 27', 66' Кака 53' Едуардо Коста 74' | Протокол |           |

| Олімпіко Шато Каррерас, Кордова Глядачів: 7,895 Арбітр: Тору Камікава (Японія) |

| 28 червня 2001 14:00 |

| Україна   | 1–2      | Парагвай                 |
| --------- | -------- | ------------------------ |
| Бєлік 90' | Протокол | Бенітес 19' Гонсалес 43' |

| Мальвінас Архентінас, Мендоса Глядачів: 9,000 Арбітр: Хосе Пінеда (Гондурас) |

| 28 червня 2001 16:45 |

| Ангола | 0–2      | Нідерланди               |
| ------ | -------- | ------------------------ |
|        | Протокол | Мустафа 52' Гунтелар 86' |

| Ньюеллс Олд Бойз, Росаріо Глядачів: 5,000 Арбітр: Шамсул Майдін (Сінгапур) |

| 28 червня 2001 14:00 |

| Коста-Рика | 1–2      | Чехія            |
| ---------- | -------- | ---------------- |
| Скотт 24'  | Протокол | Мусіл 21' Юн 71' |

| Падре Ернесто Мартеарена, Сальта Глядачів: 13,000 Арбітр: Хайлемелак Тессема (Ефіопія) |

| 28 червня 2001 16:45 |

| Гана      | 1–0      | Еквадор |
| --------- | -------- | ------- |
| Менса 37' | Протокол |         |

| Хосе Марія Мінелья, Мар-дель-Плата Глядачів: 11,000 Арбітр: Орхан Ердемір (Туреччина) |

### Чвертьфінали
| 1 липня 2001 14:00 |

| Аргентина                     | 3–1      | Франція    |
| ----------------------------- | -------- | ---------- |
| Савіола 5', 45+1' (пен.), 83' | Протокол | Мексес 44' |

| Хосе Амальфітані, Буенос-Айрес Глядачів: 32,000 Арбітр: Тер'є Хауге (Норвегія) |

| 1 липня 2001 16:45 |

| Гана                      | 2–1      | Бразилія    |
| ------------------------- | -------- | ----------- |
| Абдул Разак 80' Менса 93' | Протокол | Адріано 44' |

| Олімпіко Шато Каррерас, Кордова Глядачів: 11,000 Арбітр: Мануель Мехуто Гонсалес (Іспанія) |

| 1 липня 2001 14:00 |

| Чехія | 0–1      | Парагвай     |
| ----- | -------- | ------------ |
|       | Протокол | Сальседо 31' |

| Мальвінас Архентінас, Мендоса Глядачів: 6,000 Арбітр: Коффі Коджія (Бенін) |

| 1 липня 2001 16:45 |

| Нідерланди       | 1–2      | Єгипет                 |
| ---------------- | -------- | ---------------------- |
| ван дер Варт 33' | Протокол | Амін 47' Ель-Ямані 65' |

| Ньюеллс Олд Бойз, Росаріо Глядачів: 6,500 Арбітр: Клаудіо Мартін (Аргентина) |

### Півфінали
| 4 липня 2001 14:00 |

| Єгипет | 0–2      | Гана                          |
| ------ | -------- | ----------------------------- |
|        | Протокол | Інуса 83' Ель-Атраві 88' (аг) |

| Олімпіко Шато Каррерас, Кордова Глядачів: 10,000 Арбітр: Марк Шилд (Австралія) |

| 4 липня 2001 16:45 |

| Аргентина                                                   | 5–0      | Парагвай |
| ----------------------------------------------------------- | -------- | -------- |
| Савіола 18', 24' Романьйолі 41' Д'Алессандро 52' Еррера 70' | Протокол |          |

| Хосе Амальфітані, Буенос-Айрес Глядачів: 32,000 Арбітр: Вілсон де Соуза (Бразилія) |

### Матч за третє місце
| 8 липня 2001 13:00 |

| Парагвай | 0–1      | Єгипет        |
| -------- | -------- | ------------- |
|          | Протокол | Ель-Ямані 64' |

| Хосе Амальфітані, Буенос-Айрес Глядачів: 10,000 Арбітр: Тору Камікава (Японія) |

### Фінал
| 8 липня 2001 15:45 |

| Аргентина                           | 3–0      | Гана |
| ----------------------------------- | -------- | ---- |
| Колотто 6' Савіола 14' Родрігес 73' | Протокол |      |

| Хосе Амальфітані, Буенос-Айрес Глядачів: 32,000 Арбітр: Мануель Мехуто Гонсалес (Іспанія) |

## Чемпіон
| Чемпіони світу U-20 2001 Аргентина (4-ий титул) Херман Люкс • Ніколас Бурдіссо • Хуліо Арка • Мауро Сетто • Ніколас Медіна • Фабрісіо Колоччіні • Хав'єр Савіола • Оскар Аумада • Естебан Хосе Еррера • Леандро Романьйолі • Максі Родрігес • Аріель Сельцер • Дієго Колотто • Леонардо Понсіо • Андрес Д'Алессандро • Мауро Росалес • Алехандро Домінгес • Віллі Кабальєро • Себастьян Буено |

## Нагороди
По завершенні турніру були оголошені такі нагороди:
| Золотий м'яч   | Золотий бутс   | Нагорода Fair Play |
| -------------- | -------------- | ------------------ |
| Хав'єр Савіола | Хав'єр Савіола | Аргентина          |

## Бомбардири
| 11 голів - Хав'єр Савіола 6 голів - Адріано - Джибріль Сіссе 5 голів - Роберт - Беньямін Ауер 4 голи - Максі Родрігес - Вінстон Паркс - Мохамед Ель-Ямані 3 голи - Естебан Еррера - Олексій Бєлік | 2 голи - Фабрісіо Колоччіні - Андрес Д'Алессандро - Леандро Романьйолі - Грег Оуенс - Цюй Бо - Ерік Скотт - Томаш Юн - Петр Мусіл - Ваель Ріад - Соломон Андаргачев - Ерве Бюньє - Філіпп Мексес - Крістоф Пройсс - Дерек Боатенг - Джон Менса - Емад Мохаммед - Ямасе Кодзі - Юссуф Герсі - Клас-Ян Гунтелар - Хуліо Гонсалес - ДаМаркус Бізлі |

## Підсумкова таблиця
| М                              | Збірна     | І | В | Н | П | ГЗ | ГП | РГ  | О  |
| ------------------------------ | ---------- | - | - | - | - | -- | -- | --- | -- |
| 1                              | Аргентина  | 7 | 7 | 0 | 0 | 27 | 4  | +23 | 21 |
| 2                              | Гана       | 7 | 5 | 1 | 1 | 8  | 5  | +3  | 16 |
| 3                              | Єгипет     | 7 | 4 | 1 | 2 | 8  | 11 | −3  | 13 |
| 4                              | Парагвай   | 7 | 3 | 1 | 3 | 8  | 11 | −3  | 10 |
| Вибули в чвертьфіналі          |            |   |   |   |   |    |    |     |    |
| 5                              | Бразилія   | 5 | 4 | 0 | 1 | 15 | 3  | +12 | 12 |
| 6                              | Франція    | 5 | 2 | 2 | 1 | 11 | 7  | +4  | 8  |
| 7                              | Нідерланди | 5 | 2 | 1 | 2 | 8  | 8  | 0   | 7  |
| 8                              | Чехія      | 5 | 2 | 1 | 2 | 5  | 5  | 0   | 7  |
| Вибули в 1/8 фіналу            |            |   |   |   |   |    |    |     |    |
| 9                              | Коста-Рика | 4 | 3 | 0 | 1 | 8  | 4  | +4  | 9  |
| 10                             | Німеччина  | 4 | 2 | 0 | 2 | 9  | 6  | +3  | 6  |
| 11                             | Україна    | 4 | 1 | 2 | 1 | 6  | 5  | +1  | 5  |
| 12                             | Ангола     | 4 | 1 | 2 | 1 | 3  | 4  | −1  | 5  |
| 13                             | США        | 4 | 1 | 1 | 2 | 5  | 5  | 0   | 4  |
| 14                             | Еквадор    | 4 | 1 | 1 | 2 | 3  | 4  | −1  | 4  |
| 15                             | КНР        | 4 | 1 | 1 | 2 | 2  | 3  | −1  | 4  |
| 16                             | Австралія  | 4 | 1 | 1 | 2 | 3  | 8  | −5  | 4  |
| Вибули після групового турніру |            |   |   |   |   |    |    |     |    |
| 17                             | Японія     | 3 | 1 | 0 | 2 | 4  | 4  | 0   | 3  |
| 18                             | Фінляндія  | 3 | 1 | 0 | 2 | 2  | 4  | −2  | 3  |
| 19                             | Ірак       | 3 | 1 | 0 | 2 | 5  | 9  | −4  | 3  |
| 20                             | Чилі       | 3 | 1 | 0 | 2 | 4  | 8  | −4  | 3  |
| 21                             | Ямайка     | 3 | 0 | 1 | 2 | 1  | 6  | −5  | 1  |
| 22                             | Ефіопія    | 3 | 0 | 0 | 3 | 4  | 8  | −4  | 0  |
| 23                             | Іран       | 3 | 0 | 0 | 3 | 0  | 8  | −8  | 0  |
| 24                             | Канада     | 3 | 0 | 0 | 3 | 0  | 9  | −9  | 0  |